# Solarolo
Solarolo is een gemeente in de Italiaanse provincie Ravenna (regio Emilia-Romagna) en telt 4256 inwoners (31-12-2004). De oppervlakte bedraagt 26,3 km², de bevolkingsdichtheid is 162 inwoners per km².

## Demografie
Solarolo telt ongeveer 1686 huishoudens. Het aantal inwoners steeg in de periode 1991-2001 met 5,3% volgens cijfers uit de tienjaarlijkse volkstellingen van ISTAT. Hier groeide Laura Pausini op.
| Jaar | Inwoneraantal |
| ---- | ------------- |
| 1991 | 4004          |
| 2001 | 4216          |

## Geografie
Solarolo grenst aan de volgende gemeenten: Bagnara di Romagna, Castel Bolognese, Cotignola, Faenza, Imola (BO).